# Neohaematopinus elbeli
Neohaematopinus elbeli är en insektsart som beskrevs av Johnson 1959. Neohaematopinus elbeli ingår i släktet Neohaematopinus och familjen ledlöss. Inga underarter finns listade i Catalogue of Life.